# 明治之森高尾國定公園
明治之森高尾國定公園（日语：／ Meiji no Mori Takao Kokutei Kōen），是位在東京都八王子市與町田市的國定公園。同時也是東海自然步道與關東接觸之道在關東地區的起點。
公園涵蓋了八王子市高尾山與町田市一部分，是在1967年（昭和42年）12月11日作為明治100年紀念事業與大阪府明治之森箕面國定公園一同成立。
面積僅770公頃，是日本最小的國定公園。全域皆為第2種特別地域。園區有部分與高尾陣馬都立自然公園重疊。由於高尾山是嚴禁殺生的高尾山藥王院寺域，因此保留完整的日本冷杉、青剛櫟、赤松、日本山毛櫸自然林。

## 沿革
- 1967年12月11日 - 作為明治百年記念事業，八王子市高尾山和周邊一帶被指定為國定公園。與大阪府的明治之森箕面國定公園同時被指定為國定公園。
- 2006年11月1日 - 由於「高尾」與「高雄」日語發音相同，國定公園所在的八王子市與台灣高雄市成為姊妹友好城市。

## 關連項目
- 首都圈中央連絡自動車道